# MONDAYS/このタイムループ、上司に気づかせないと終わらない
『MONDAYS／このタイムループ、上司に気づかせないと終わらない』（マンデイズ このタイムループ、じょうしにきづかせないとおわらない）は、2022年公開の日本の映画。ジャンルは「お仕事×タイムループ」。円井わん主演で、共演にマキタスポーツ。CHOCOLATE Inc.所属の竹林亮による劇場映画2作目である。
2022年10月14日よりシネクイント（渋谷）、TOHOシネマズ梅田（大阪）、センチュリーシネマ（名古屋）の3館で先行公開ののち、同月28日より全国順次公開。

## ストーリー
過酷な労働環境の小さな広告代理店で働く吉川たち。次から次に降ってくる仕事の影響で、オフィスに泊まって迎えた月曜日の朝。鳩が窓ガラスに激突した衝撃で一同が目覚めるという気分の悪い朝だった。そこに部長が出勤してきて、吉川は仕事を再開しようとするが、後輩の遠藤と村田から「僕たち、同じ一週間を繰り返しています」と告げられる。しかし、余裕のない吉川は聞く耳を持たず仕事に戻ってしまう。
遠藤と村田が吉川に対し粘り強くタイムループの根拠を示し続けるうち、ある月曜の朝、吉川は鳩の窓ガラス衝突を契機に記憶がフラッシュバックし、自身がタイムループしていることを認識する。遠藤と村田は「タイムループの原因は部長が身に着けている怪しいブレスレットにある。彼がタイムループを認識し、ブレスレットを自身の手で破壊しない限り、このループから脱出できない」という推論を吉川に伝え、吉川→森山→平→部長の順で上申し、全員にタイムループを認識させる作戦を提案する。

## 登場人物

### Zコミュニケーション
社員7名のみの小さな広告代理店。
吉川朱海（よしかわ あけみ）
演 - 円井わん
主人公で、プランナー。憧れの業界人である木本の会社からヘッドハンティングを受けており、その成功のために躍起になっている。
その事からも分かる通り仕事面では優秀なのだが、高飛車な態度になってしまっていて同僚とも恋人とも上手くいっていない。
永久茂（ながひさ しげる）
演 - マキタスポーツ
部長。能天気に見える程に明るい性格をしているが、その事が逆に激務で疲れている社員たちを苛つかせている。
漫画が好きで漫画雑誌を片手に出勤してくる。村田から今回のループの主人公（中心点）だと予想される。
遠藤拓人（えんどう たくと）
演 - 長村航希
吉川の後輩で、プランナー見習い。仕事が終わったら有休をとって海外に行く予定。いち早くタイムループに気付いた同士の村田とよくつるんでいる。
村田賢（むらた けん）
演 - 三河悠冴
吉川の後輩で、プランナー兼営業。眼鏡が特徴。オカルト誌「ヌー」の読者でタイムループに関する造詣が深い。
森山宗太郎（もりやま そうたろう）
演 - 八木光太郎
吉川の先輩で、デザイナー。吉川の対面の席に座る。激務の疲れもあるのかもしれないが、うっかり者で凡ミスが多い。
アイドルグループ「lyrical school」の大ファン。
平一郎（たいら いちろう）
演 - 髙野春樹
吉川の上司で、デザイナー。職人気質で過重労働な社内の中でも一番のワーカーホリック。
その仕事ぶりと愚直な人柄から部長から一際強い信頼を置かれている。
神田川聖子（かんだがわ せいこ）
演 - 島田桃依
事務職。無口で影が薄い。

### 木本事務所
大手広告代理店。Zコミュニケーションのクライアント。
崎野雄大（さきの ゆうだい）
演 - 池田良
木本事務所のクリエイティブ・ディレクター。吉川の担当者で彼女のヘッドハンティングの可否を決めうる存在。
度々電話で納期的にやや無理がある要求をしてきて、その事が吉川を苦しめる。
木本貴子（きもと たかこ）
演 - しゅはまはるみ
木本事務所の社長。吉川が憧れる業界の有名人。
木本のアシスタント / カップルの男女
演 - 鈴木浩文、愛わなび

### その他
吉川朱海の恋人
演 - 田森就太
郵便局員
演 - 大石結介
横断歩道を歩くお姉さん
演 - 安部真理子
ハンカチを拾うお兄さん
演 - 夏川空大
イケメンのお兄さん
演 - 成瀬健
映像資料ナレーション
声 - 井口成人、竹林悠太朗

## スタッフ
- 監督：竹林亮
- 脚本：夏生さえり、竹林亮（STORY by TAKE C）
- 音楽：大木嵩雄
- 撮影：幸前達之
- 照明：久保田圭
- 録音：大高真吾
- 美術：三枝晃子、岡崎アミ
- 劇中漫画：やじまり
- 編集：小林譲、竹林亮
- 音響効果：西川良
- カラリスト：平田藍
- 衣装：飯間千裕
- ヘアメイク：MARI
- キャスティングディレクター：嶽崎愛里
- 記録：山室佳代、唐崎眞理子
- 助監督：徳山武昇
- 企画：夏生さえり、竹林亮、ぶんけい
- プロデューサー：野呂大介、福田文香
- 宣伝プロデューサー：永井千晴
- 宣伝：栗林和明、武富陵一郎、藤村香耶音、大島育宙、島村ビギ、フロクロ、石橋
- デザイン：谷川瑛一、保坂夏汀
- パブリシティ：小野典子、大原絵理香、坂本舞、樋口あるの
- 主題歌：lyrical school「WORLD'S END」（BOOTROCK Inc.）
- 企画・製作：CHOCOLATE Inc.
- 配給：PARCO